# ميكيلي دي غريغوريو
ميكيلي دي غريغوريو (بالإيطالية: Michele Di Gregorio) هو لاعب كرة قدم إيطالي في مركز حراسة المرمى، ولد في 27 يوليو 1997 في ميلانو في إيطاليا. يلعب مع نادي يوفنتوس.

## وصلات خارجية
- ميكيلي دي غريغوريو على موقع قاعدة بيانات كرة القدم.إي يو (الإنجليزية)
- ميكيلي دي غريغوريو على موقع Soccerway.com (الإنجليزية)
- ميكيلي دي غريغوريو على موقع عالم كرة القدم.نت (الإنجليزية)
- ميكيلي دي غريغوريو على موقع AS.com (الإسبانية)